# 3896 Pordenone
3896 Pordenone eller 1987 WB är en asteroid i huvudbältet som upptäcktes den 18 november 1987 av den tyske astronomen Johann M. Baur vid Chions-observatoriet. Den är uppkallad efter den italienska konstnären Il Pordenone.
Asteroiden har en diameter på ungefär 18 kilometer och den tillhör asteroidgruppen Eos.